# Batalion KOP „Iwieniec”
Batalion KOP „Iwieniec” – pododdział piechoty, podstawowa jednostka taktyczna Korpusu Ochrony Pogranicza.
We wrześniu 1939 jednostka sformowała III batalion 207 pułku piechoty. Batalion wziął udział w obronie Lwowa.

## Formowanie i zmiany organizacyjne
Na posiedzeniu Politycznego Komitetu Rady Ministrów, w dniach 21-22 sierpnia 1924, zapadła decyzja powołania Korpusu Wojskowej Straży Granicznej. 12 września 1924 Ministerstwo Spraw Wojskowych wydało rozkaz wykonawczy w sprawie utworzenia Korpusu Ochrony Pogranicza, a 17 września instrukcję określającą jego strukturę. W pierwszym etapie organizacji KOP sformowano 2 Brygadę Ochrony Pogranicza, a w jej składzie 6 batalion graniczny „Iwieniec”. Podstawą formowania był rozkaz szefa Sztabu Generalnego L. dz. 12044/O.de B./24 z dnia 27 września 1924. W skład batalionu wchodziły: cztery kompanie piechoty, drużyna dowódcy batalionu i pluton łączności. Według etatu liczy on 25 oficerów, 200 podoficerów i 603 szeregowców. Jego uzbrojenie stanowiły: 2 ciężkie karabiny maszynowe, 48 ręcznych km, 48 garłaczy, 439 karabinów, 280 karabinków i 32 pistolety. Środki transportu to 15 wozów taborowych, 1 motocykl i 7 rowerów. Dowództwo jednostki stacjonowało w Iwieńcu na terenie Nowego Miasta przy ulicy Kniażeskiej przemianowanej w 1932 na ul. Wigury.
W 1927 batalion wyłączony został ze składu 2 BOP i podporządkowany dowódcy 3 Brygady Ochrony Pogranicza. Długość ochranianego przez batalion odcinka granicy wynosiła 45 kilometrów, przeciętna długość pododcinka kompanijnego to 15 kilometrów, a strażnicy 4 kilometry. Odległość dowództwa batalionu od dowództwa brygady wynosiła 78 kilometrów.
W lipcu 1929 podporządkowany został dowódcy pułku KOP „Wołożyn”. W tym czasie na uzbrojeniu posiadał 716 karabinów Berthier wz.1916, 52 ręczne karabiny maszynowe Chauchat wz. 1915 i 2 ciężkie karabiny maszynowe wz.1914. Wtedy też przyjęto zasadę, że bataliony przyjmą nazwę miejscowości będącej miejscem ich stacjonowania. Pododdział przemianowany został na 6 batalion graniczny „Iwieniec”. Obok nazwy geograficznej, do 1931 stosowano również numer batalionu. Po tym czasie jednostka przemianowana została na batalion KOP „Iwieniec”.
W wyniku reorganizacji batalionu w 1931, w miejsce istniejących plutonów karabinów maszynowych, utworzono kompanię karabinów maszynowych. Rozwinięto też kadry kompanii szkolnej do pełnoetatowej kompanii odwodowej. Po przeprowadzonej reorganizacji „R.2” batalion składał się z dowództwa batalionu, plutonu łączności, kompanii karabinów maszynowych, kompanii odwodowej i czterech kompanii granicznych.
W listopadzie 1936 batalion liczył 19 oficerów, 62 podoficerów, 26 nadterminowych i 536 żołnierzy służby zasadniczej.
Latem 1936 dowódca KOP polecił wyłączyć ze składu batalionu KOP „Iwieniec” 2 kompanię graniczną „Rubieżewicze” i włączyć ją jako 4 kompanię graniczną batalionu KOP „Stołpce”. Odcinek ochraniany przez kompanię włączono w rejon odpowiedzialności dowódcy batalionu KOP „Stołpce”. Dotychczasowa 4 kompania graniczna KOP „Raków” batalionu KOP „Iwieniec” otrzymała numer 2  .
Rozkazem dowódcy KOP z 23 lutego 1937 została zapoczątkowana pierwsza faza reorganizacji Korpusu Ochrony Pogranicza „R.3”. Batalion otrzymał nowy etat. Był jednostką administracyjną dla szwadronu kawalerii KOP „Iwieniec” i posterunku żandarmerii KOP „Iwieniec”. W wyniku realizacji drugiej fazy reorganizacji KOP, latem 1937 przesunięto 3 kompanię graniczną „Stasiewszczyzna” z batalionu „Iwieniec” do batalionu KOP „Stołpce” jako jego 5 kompanię graniczną. Budynki likwidowanej strażnicy „Morgi” nakazano rozebrać.
Z dniem 15 maja 1939 batalion stał się oddziałem gospodarczym. Stanowisko kwatermistrza batalionu przemianowane zostało na stanowisko zastępcy dowódcy batalionu do spraw gospodarczych, płatnika na stanowisko oficera gospodarczego, zastępcy oficera materiałowego dla spraw uzbrojenia na zbrojmistrza, zastępcy oficera materiałowego dla spraw żywnościowych na oficera żywnościowego.
W 1939, razem z 28 batalionem odwodowym i 2 szwadronem kawalerii „Iwieniec”, utworzył pułk KOP „Wołożyn”. Jednostka posiadała własną orkiestrę wojskową.

## Służba graniczna
Batalion graniczny był podstawową jednostką taktyczną Korpusu Ochrony Pogranicza przeznaczoną do pełnienia służby ochronnej na powierzonym mu odcinku granicy polsko-radzieckiej, wydzielonym z pasa ochronnego brygady. Odcinek batalionu dzielił się na pododcinki kompanii, a te z kolei na pododcinki strażnic, które były „zasadniczymi jednostkami pełniącymi służbę ochronną”, w sile półplutonu. Służba ochronna pełniona była systemem zmiennym, polegającym na stałym patrolowaniu strefy nadgranicznej i tyłowej, wystawianiu posterunków alarmowych, obserwacyjnych i kontrolnych stałych, patrolowaniu i organizowaniu zasadzek w miejscach rozpoznanych jako niebezpieczne, kontrolowaniu dokumentów i zatrzymywaniu osób podejrzanych, a także utrzymywaniu ścisłej łączności między oddziałami i władzami administracyjnymi. Batalion graniczny KOP „Iwieniec” w 1934 ochraniał odcinek granicy państwowej szerokości 59 kilometrów 915 metrów.
W 1937 ustalono dla batalionu następujący podział ochranianego odcinka granicy państwowej:
- granica południowa: odcinek dotychczasowej strażnicy „Morgi” 1 kompanii granicznej „Zebrzydowszczyzna” [wł.].

Po odtworzeniu w 1939, batalion ochraniał granicę długości 33 kilometrów 641 metrów od słupa 628 do słupa 698.
Wydarzenia:
- W meldunku sytuacyjnym z 17 stycznia 1925 napisano:

Od 2 do 8 stycznia 1925 na odcinku batalionu zatrzymano 7 osób, które usiłowały przejść nielegalnie granicę, a były to m.in.: Natalia Palikahowa (stała mieszkanka Moskwy, która rzekomo szła do męża mieszkającego w Wilnie), Stanisława Wand-Wołoszewska, Konstanty Olszewicz, Bolesław Borysiewicz, Maria Walaszkiewa oraz dwóch przemytników. Wszystkich przekazano Policji Państwowej.
6 stycznia 1925 aresztowano Józefa Downara mieszkańca wsi Kuczkuny. Zarzut jaki mu postawiono to współdziałanie w przemycie za granicę i przeprowadzanie podejrzanych osób.
7 stycznia 1925 przytrzymano 4 konie na drodze z Suły do Rubieżewicz. Konie prawdopodobnie przybyły od sowieckiej strony, a mianowicie ze wsi Teleszewicze, które przekazano Policji Państwowej.
- W meldunku sytuacyjnym z 23 stycznia 1925 napisano:

11 stycznia 1925 o godz. 17.00 na pododcinku nr 14 na nasz teren zostało przerzuconych przez sowieckie władze 8 osób. Przed paroma dniami niektóre z nich przez nasze władz wysiedlona do Rosji. Wszystkich przekazano Policji Państwowej.
13 stycznia o godz. 12.00 przechodził wzdłuż granicy sowiecki żołnierz, który notował coś w notesie. Możliwe, że wykonywał szkice. Szarży nie ustalono. W tym samym dniu zatrzymano 2 przemytników podających się za sowietów, których przekazano urzędowi celnemu i policji.
- W meldunku sytuacyjnym z 26 stycznia 1925 napisano:

19 stycznia 1925 o godz. 20.00 zauważono ze strażnicy nr 59 w kierunku Igłaszewicz po sowieckiej stronie sygnał białej rakiety, a także usłyszano strzały.
18 stycznia 1925 o godz. 18.00 na pododcinku tejże kompanii zatrzymano Berko Kapłan, który chciał nielegalnie przekroczyć granicę z Rosji Sowieckiej i usiłował uciec podczas zatrzymania. Przekazany został Policji Państwowej.
- W meldunku sytuacyjnym z 28 stycznia 1925 napisano:

21 stycznia 1925 o godz. 19.00 posterunki alarmowe strażnicy nr 59 i 60 słyszały po sowieckiej stronie strzały i wybuch ręcznego granatu.
22 stycznia 1925 o godz. 22.00 strażnica nr 50 przytrzymała niejakiego Antoniego Hormozę za nielegalne przekroczenie granicy.
23 stycznia 1925 na skutek nieumiejętnego posługiwania się bronią postrzelił się w brzuch szer. Julian Rychłowski z VI baonu, który w krótkim czasie zmarł.
- W meldunku sytuacyjnym z 30 stycznia 1925 napisano:

23 stycznia 1925 dowódca VI baonu OP mjr Studziński na strażnicy nr 50 rozmawiał z dowódcą bolszewickiej brygady Iwanowym, który chciał się porozumieć w sprawie wspólnej ochrony granicy. Dowiedziano się podczas rozmowy, że bolszewicka brygada stacjonuje w Mińsku. Obecni przy rozmowie z sowieckiej strony byli: politruk brygady, dowódca pułku, dowódca baonu – polak z Kalisza, który służył w 3 Pułku Ułanów, a obecnie w służbie u bolszewików i dowódca kompanii. Dowództwo pułku, baonu i kompanii bolszewickiej stacjonują w Nowym Siole. Podczas rozmowy poruszono następujące tematy: 1/ w razie przejścia koni lub bydła przez granicę, odpędzać je na stronę do której należy , 2/ w przypadku przekroczenia granicy przez naszego żołnierza lub bolszewika i jeżeli wypowie się, że nie dobrowolnie przeszedł ją zwracać go natychmiast, 3/ w przypadku uszkodzenia słupów granicznych powiadamiać się dwustronnie i domagać się ukarania winnych. Dowódca VI baonu zażądał zwrócenia dwóch szeregowych, którzy 20 stycznia przeszli na bolszewicką stronę. W czasie rozmowy dało się zauważyć, że sowiecki dowódca brygady i pułku mieli zamiar odesłać z powrotem żołnierzy, ale sprzeciwił się temu politruk, który oświadczył, że nie mogą być wydani, ponieważ przekroczyli granicę dobrowolnie. Mjr Studziński zaproponował, żeby przyprowadzić ich na granicę i niech sami oświadczą czy przeszli dobrowolnie. Bolszewicy nie zgodzili się i obiecali za parę dni dać odpowiedź. Sowieci robili aluzję do rzekomego tworzenia band dywersyjnych po polskiej stronie, ale mjr Studziński kategorycznie temu zaprzeczył.
23 stycznia 1925 na odcinku nr 15 folwark Józefina za nielegalne przekroczenie granicy została przytrzymana niejaka Steanja Dzczerba pochodzenia rosyjskiego. Przekazana została Policji Państwowej.
- 3 lipca 1925 piorun uderzył w nowo wybudowaną strażnicę, w której mieściły się koszary odwodu kompanijnego w Józefowie. Porażonych zostało 11 żołnierzy, w tym 3 ciężko. Strażnice nowo wybudowane przez Ministerstwo Robót Publicznych nie zostały wyposażone w gromochrony[32].

Bataliony sąsiednie:
- 10 batalion KOP „Krasne” ⇔ 8 batalion KOP „Stołpce”

## Struktura organizacyjna

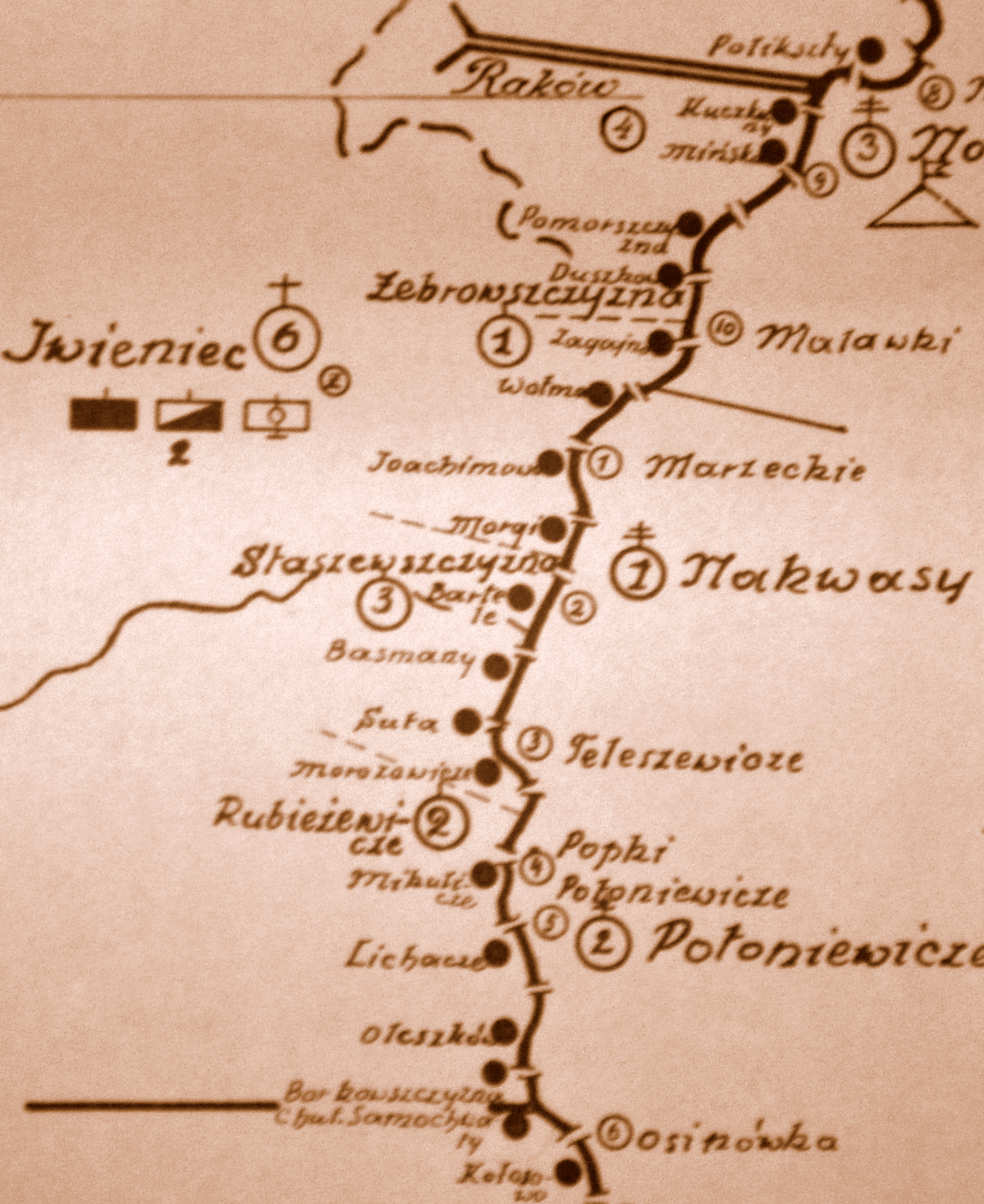
Rozmieszczenie batalionu KOP „Iwieniec” w 1931

Poświęcenie koszar Korpusu Ochrony Pogranicza w Iwieńcu przez ks. biskupa Władysława Bandurskiego miało miejsce 2 sierpnia 1925 w obecności dowódcy 2 Brygady OP płk Józefa Olszyny - Wilczyńskiego, oraz okolicznych ziemian i tłumnie zgromadzonej miejscowej ludności.
Organizacja batalionu w 1934:
- dowództwo batalionu
- pluton łączności
- kompania odwodowa
- kompania karabinów maszynowych
- 1 kompania graniczna KOP „Żebrowszczyzna”
- 2 kompania graniczna KOP „Rubieżewicze”
- 3 kompania graniczna KOP „Stasiewszczyzna”
- 4 kompania graniczna KOP „Raków”

Razem batalion KOP Iwieniec w tym czasie obsadzał swymi kompaniami 15 strażnic granicznych i 4 dowództwa odwodów kompanijnych.
W 1937, po przeprowadzonej reorganizacji KOP, w skład batalionu weszły tylko dwie kompanie i pięć strażnic. Kompania „Dubowy” weszła w skład batalionu KOP „Krasne”, jako 1 kompania „Dubrowa”, natomiast kompania „Szarzywszczyzna” weszła w skład batalionu KOP „Stołpce”, jako 5 kompania „Stasiewszczyzna”. Kompania „Żebrowszczyzna” przemianowana została z 3 na 1.
Po przeprowadzonej reorganizacji struktura organizacyjna batalionu przedstawiała się następująco :

Dowództwo batalionu KOP „Iwieniec”
- 2 kompania „Raków”
  - drużyna gospodarcza
  - pluton odwodowy
  - strażnica KOP „Kuczkum(n)y”
  - strażnica KOP „Pomorszczyzna”
- 1 kompania „Żebrowszczyzna”
  - drużyna gospodarcza
  - pluton odwodowy
  - strażnica KOP „Zagajno”
  - strażnica KOP „Wołma”
  - strażnica KOP „Joachimowo”
- kompania odwodowa
  - drużyna gospodarcza
  - dwa plutony odwodowe po trzy drużyny
- kompania ckm
  - drużyna gospodarcza
  - dwa plutony ckm
  - 3 pluton broni towarzyszących
- pluton łączności

Stan osobowy
- oficerów - 16
- podoficerów zawodowych - 52
- podoficerów nadterminowych - 16
- podoficerów i szeregowców służby zasadniczej - 437

Razem - 521 żołnierzy

## Batalion w kampanii wrześniowej
Mobilizacja batalionu

Zdaniem dowódcy batalionu mjr. Jana Stylińskiego plan mobilizacyjny batalionu zmieniono w sierpniu 1939. Istniejący batalion miał przyjąć rezerwistów i podzielić się na batalion graniczny i liniowy. W sierpniu 1939 kompania odwodowa i kompania ckm brały udział w ćwiczeniach letnich przeprowadzanych na obszarze batalionu KOP „Krasne”. Na skutek rosnącego zagrożenia, ćwiczenia zostały przerwane i kompanie wróciły do garnizonu. 30 sierpnia zarządzono mobilizację. po kilku godzinach ją przerwano, by ponownie uruchomić ją następnego dnia. 31 sierpnia zaczęli docierać do batalionu pierwsi rezerwiści. Zostali oni skierowani do kompanii granicznych, a z kompanii wydzielano część żołnierzy do formującego się batalionu liniowego. Sprawnie udało się sformować tabory dla nowego batalionu. Hrabia Benedykt Tyszkiewicz podarował wojsku swój samochód osobowy. Był to jedyny pojazd motorowy w nowym batalionie.
Przekazanie dowodzenia nastąpiło 2 września w Iwieńcu. Dotychczasowy dowódca batalionu granicznego mjr Jan Styliński objął dowodzenie batalionem liniowym, a dowództwo granicznego batalionu powierzone zostało byłemu kwatermistrzowi batalionu kpt. Edwardowi Nowratowi.
Po sformowaniu taborów batalion liniowy wymaszerował do Wołożyna, zajął koszary po zmobilizowanym znacznie wcześniej batalionie KOP „Wołożyn” i do 4 września przyjmował kolejnych rezerwistów.
Walki o strażnice

Po zakończeniu mobilizacji III/207 pp, stan osobowy batalionu został odtworzony, poprzez wcielenie kolejnych żołnierzy rezerwy. W związku z likwidacją pułku KOP „Wołożyn” batalion podporządkowany został dowódcy pułku KOP „Wilejka”. Z podległości tej jednak niewiele wynikło ze względu na krótki czas jaki oddzielał agresję niemiecką od sowieckiej. Oddziały nowego pułku nigdy nie przeprowadziły wspólnych ćwiczeń, a po napaści Sowietów walczyły z nimi też osobno. W skład odtworzonego batalionu KOP „Iwieniec” weszły: dowództwo batalionu, kompania odwodowa, kompania ckm i pluton łączności oraz 1 kompania „Żebrowszczyzna” z plutonem odwodowym oraz trzema strażnicami: „Zagajno”, „Wołma” i „Joachimowo”, a także 2 kompania „Raków” z plutonem odwodowym i dwiema strażnicami: „Kuczkuny” i „Pomorszczyzna”. Po odtworzeniu, batalion ochraniał granicę z ZSRR o długości 33,641 km. W przededniu agresji sowieckiej, liczył tylko 521 żołnierzy, w tym 16 oficerów, 68 podoficerów i 437 szeregowych.
Batalion graniczny dowodzony przez kpt. Edwarda Nowrata 17 września zaatakowany został przez oddziały 6 Korpusu Konnego komdiwa Andrieja Jeremienki i pododdziały 15. i 16 Oddziału Wojsk Pogranicznych NKWD. Pierwsi, jeszcze przed brzaskiem, podeszli się pod polskie strażnice sowieccy pogranicznicy. Mieli za zadanie zlikwidować po cichu ubezpieczenia strażnic i umożliwić szybkie zajęcie KOP-owskich placówek.
1 kompanię „Żebrowszczyzna” atakowały pododdziały 15. i 16 Oddziału Wojsk Pogranicznych NKWD. Strażnica „Zagajno” podjęła walkę tracąc 2 zabitych. Po przeszło godzinnej walce załoga poddała się. 8 żołnierzy dostało się do niewoli. Straty sowieckie - 7 rannych, w tym jeden oficer. Strażnica „Wołma” została zdobyta o 7:00. Wzięto do niewoli 1 oficera i 1 cywila. Strażnicę „Joachimowo” zdobyto o 9:30.
Strażnica 2 kompanii „Raków" „Kuczkumy", zaatakowana została przez pododdziały 36 Dywizji Kawalerii, po krótkotrwałej walce wycofała się w kierunku zachodnim.
W godzinach rannych pozostałości baonu „Iwieniec” rozpoczęły wycofywanie się przez Puszczę Nalibocką w kierunku na Wilno.
W walkach odwrotowych z Armią Czerwoną:
W walkach o strażnice batalion poniósł stosunkowo niewielkie straty. Wycofując się w kierunku Lidy, natknął się na pododdziały 145 pułku kawalerii mjr. Karpenki. W rejonie Żukowego Borka nad Niemnem, w zaciętej walce, poniósł znaczne straty. Resztki baonu wyrwały się z okrążenia i kontynuowały marsz w kierunku Lidy. 19 września dotarły w rejon 13 km na południe od tego miasta, gdzie zostały otoczone i zmuszone do poddania się przed dowódcą 100 batalionu czołgów.
Walki III batalionu 207 pułku piechoty
W dniach 4-6 września 1939 jednostka sformowała, w II rzucie mobilizacji powszechnej, III batalion 207 pułku piechoty. Dowództwo nowo powstałego pododdziału objął mjr Jan Styliński. Batalion wziął udział w obronie Lwowa.
4 września liniowy batalion KOP „Iwieniec” przeprowadził swoje jedyne ćwiczenie taktyczne. Zostały one przerwane telegramem wzywającym oddział do opuszczenia Wołożyna.
W późnych godzinach wieczornych odbył się przegląd wojska, nabożeństwo polowe z udziałem ludności cywilnej, a następnie liczący około 1050 żołnierzy batalion wymaszerował w kierunku stacji kolejowej. O świcie 5 września już jako III batalion 207 pułku piechoty wyruszył w rejon koncentracji pułku. Wyładował się w Białymstoku, a po dziennym odpoczynku wymaszerował pieszo na zachód do rejonu odległego 25 km od miasta.
7 września wieczorem batalion wyruszył w stronę stacji kolejowej na północ od Bielska Podlaskiego. Tam czekał na podstawienie wagonów. Dowódca batalionu uznał, że zbyt długo czeka na swoje składy i podjął samodzielną decyzję przejścia w stronę stacji kolejowej Bielsk Podlaski. Odtąd III/207 przemieszczał się w oderwaniu od macierzystej dywizji. W Czeremsze batalion zaopatrzył się w furaż dla koni i załadował się ponownie na transport.
W nocy z 9 na 10 września transport ruszył przez Brześć do Lwowa. 30 km na północ od Brześcia klucz samolotów niemieckich zbombardował transportowany batalion. Zginęło 4 żołnierzy, 8 było rannych, a 2 nie udało się odszukać. Wieczorem 10 września transport osiągnął stację Sokal i tu również został zbombardowany. Zabitych i rannych było 86 żołnierzy, stracono 11 koni, a poważnie uszkodzony został 1 ckm i jeden moździerz. Transport wyruszył dopiero rano 11 września. Zatrzymany został zatrzymany około 15 km na południe od Kamionki Strumiłowej. Wobec kolejnych nalotów, żołnierze batalionu ukryli się w lesie, a w wagonach pozostawiono sprzęt pod strażą. Tu dowódca batalionu zdecydował się na pozostawienie swoich pododdziałów w transporcie i wieczorem 11 września osobiście udał się samochodem po rozkazy do Lwowa. Nie przebiwszy się nocą do Lwowa, mjr Styliński wrócił nad ranem do swoich pododdziałów. Około południa 12 września batalion, wraz z baterią armat wyruszył w kierunku na Lwów. Po drodze zabierano ze sobą niedobitków z różnych oddziałów. Nie napotkawszy nieprzyjaciela, nocą z 13 na 14 września pododdziały batalionu „zalesione wzgórza na północny wschód od Lwowa”. Następnego dnia w południe, batalion otrzymał rozkaz zająć na kwatery koszary 14 pułku Ułanów Jazłowieckich i przejść do odwodu dowództwa obrony Lwowa.
14 września batalion odtwarzał gotowość bojową. Do działań po raz pierwszy wszedł 15 września, kiedy to jedna kompania na rozkaz dowódcy DOK VI Lwów gen. bryg. Władysława Langnera przeszukała lasy na wschód od miasta w poszukiwaniu niemieckich patroli i dywersantów. Kontaktu z nieprzyjacielem nie nawiązano. 17 września weszła do walki 8 kompania wzmocniona oddziałem policji państwowej, plutonem ckm i działkiem przeciwpancernym. Miała ona oczyścić z nieprzyjacielskich patroli i band dywersyjnych lasów w południowo-wschodniej części miasta. Przygotowania do oczyszczenia kompleksu leśnego z Niemców przerwał popołudniowy rozkaz z DOK wyznaczający zadanie dla całego batalionu. III batalion miał wyzyskać sukces 10 BK zmot. płk. Stanisława Maczka i uderzyć na wzgórze nr 324. Powodzenie natarcia umożliwiłoby przełamanie okrążenia miasta. Batalion, bez 8 kompanii, wyruszył w kierunku Szosy Żółkiewskiej. Przekraczając drogę w okolicach fabryki konserw Ruckera, został ostrzelany. Wykorzystując osłonę zabudowań, kompanie maszerowały dalej wzdłuż Szosy Żółkiewskiej. W fabryce pozostała centrala telefoniczna i punkt opatrunkowy batalionu. W rejonie Zboisk uzyskano bezpośredni kontakt z BK zmot. płk. Maczka. Przy wsparciu kawalerii dywizyjnej przeprowadzono atak na wzgórze nr 324. Zdobyto wschodnią część wzgórza i wzięto jeńców. O 22.00 DOK nakazało batalionowi opuszczenie pozycji i powrót do koszar. Również 10 BK zmot. została wycofana z tego kierunku. O opuszczone bez walki pozycje przyszło żołnierzom polskim stoczyć później krwawą bitwę.
W nocy z 18 na 19 września pojawiły się pierwsze sowieckie czołgi. Rano batalion został ponownie podporządkowany 206 pułkowi piechoty. II batalion i II/207 pp otrzymały po południu 19 września rozkaz natarcia na porzucone niedawno wzgórze nr 324 i leżące opodal sanatorium w Hołosku Wielkim. Wsparcie atakującym zapewnić miała niemal cała artyleria Lwowa. Od 16:00 liniowy batalion KOP „Iwieniec” nacierał na prawym skrzydle zgrupowania uderzeniowego. Do zmroku jego 9 kompania dotarła Zboisk. 7 kompania nacierała pod osłoną ciemności na wzgórze nr 324. Wsparła ją odwodowa 8 kompania. Całonocne działania nie przyniosły spodziewanych efektów. Szturm wznowiono przed świtem 20 września. Nacierających wspierały kompanie ckm. Wzgórza nr 324 i wieś Zboiska opanowano. Nie udało się jednak zająć Hołoska Wielkiego i nawiązać bezpośredniego kontaktu z przebijającymi się do Lwowa resztkami trzech dywizji gen. Sosnkowskiego. Zabrakło około 1,5 kilometra.
20 września walki w okolicy wzgórz nr 324, Hołoska i Zboisk trwały nadal przynosząc polskim żołnierzom duże straty. Wieczorem tego dnia część żołnierzy batalionu wróciła na odpoczynek do koszar. Dzień 21 września minął żołnierzom spokojnie. Czas przeznaczono na zreorganizowanie i doprowadzenie do porządku pododdziałów.
Od 10:00 21 września zaczęło stawać się jasnym, że walki dalszej nie będzie i nastąpi złożenie broni Sowietom. O 11:00 22 września odbyła się odprawa w dowództwie 206 pp, na której zarządzono: „należy natychmiast pobrać potrzebną gotówkę i wypłacić: oficerom i podoficerom 3 x pobory, szeregowym za 3 dekady; oddziały mają pod dowództwem najstarszych podoficerów złożyć broń w kozły i czekać przedstawicieli Armii Czerwonej”. Oficerom załogi Lwowa nakazano zbiórkę pod budynkiem DOK o 12:00.
Na odprawie dla oficerów batalionu mjr Styliński, przedstawił podwładnym swój własny pogląd. Stwierdził, że wojna jest jeszcze nie skończona i on sam uważa, iż obowiązkiem jest uniknąć za wszelką cenę niewoli i próbować przedostać się na zachód lub za granicę. Wszyscy oficerowie batalionu podjęli próbę wydostania się ze Lwowa. To dzięki zdecydowanej postawie dowódcy batalionu, tak niewielu oficerów iwienieckiego batalionu KOP trafiło ostatecznie do Katynia. Żołnierze liniowego batalionu KOP „Iwieniec” złożyli broń na pl. Bernardynów, szli na północ ulicami Bajki, Lenartowicza, Pełczyńską, Jabłonowskich i Zieloną w stronę Szosy Sichowskiej....

## Spółdzielnia Spożywcza 6 baonu i 2 szwadronu KOP w Iwieńcu
"Spółdzielnia Spożywcza 6 baonu Ochrony Pogranicza w Iwieńcu z odpowiedzialnością udziałami" powstała w styczniu 1925.
Udziałowcami byli wszyscy oficerowie i szeregowi zarówno zawodowi, jak i czynni batalionu i szwadronu Ochrony Pogranicza.
W dniu założenia spółdzielni udziały wynosiły 541 zł.(w listopadzie 1925 - 1682 zł.) Spółdzielnia 6 baonu posiada swoją siedzibę centralną w miasteczku Iwieńcu, filię w koszarach odwodu batalionowego i trzy filie w miasteczkach przygranicznych, miejscach postoju odwodów kompanijnych. Funkcjonowanie spółdzielni napotyka na znaczne trudności z uwagi na to, że transport towarów do spółdzielni jest dostarczany ze stacji kolejowej znajdującej się w odległość ok. 60 km. W sklepach spółdzielni zaopatruje się w towary również miejscowa ludność.
w listopadzie 1925 fundusz specjalny, stworzony z dochodów spółdzielni i przeznaczony na cele kulturalno-oświatowe oraz nagrody sportowe, wynosił 990 zł. 50 gr., a fundusz zapasowy, stworzony z zysków spółdzielni, wynosi 1028 zł. 90 gr. Wartość ruchomości spółdzielni wynosi 388 zł 60 gr. Stan towarów z dnia l listopada 1925 wynosi 14.495 zł. 13 gr. Z tego przypada na wierzycieli 8352 zł. 33 gr. Wartość towaru, który jest własnością spółdzielni 6142 zł. 80 gr.
Dnia 19 września 1930 została zmieniona dotychczasowa nazwa na "„Spółdzielnia Spożywcza 6 Baonu i 2 Szwadronu Korpusu Ochrony Pogranicza w Iwieńcu z odpowiedzialnością udziałami” - zarejestrowano również Zarząd w osobach: por.Zygmunt Grzymała, sierż. Franciszek Królak i wachm.Franciszek Glapa, oraz członków sierż. Antoni Kryska, sierż. Wacław Anglik i plut. Anzelm Glugla.

## Żołnierze batalionu
| Stopień, imię i nazwisko         | okres pełnienia służby  | kolejne stanowisko                   |
| -------------------------------- | ----------------------- | ------------------------------------ |
| mjr Franciszek Studziński        | X 1924 – 21 VII 1927    |                                      |
| mjr Kazimierz Niedźwiedzki       | 22 VII – 5 X 1927       | dowódca 27 baonu odwodowego          |
| ppłk Józef Giza                  | 6 X 1927 – 8 III 1931   | zastępca dowódcy 82 pp               |
| mjr piech. Aleksander Kulczyński | 28 I 1931 – 23 III 1932 | referent bezp. i dyscypl. w KM Wilno |
| mjr Franciszek Brożek            | 1934 – 1937             |                                      |
| ppłk Bolesław Gancarz            | 8 IV 1937 – 31 V 1939   |                                      |
| mjr Jan Styliński                | 1 VI – 2 IX 1939        | dowódca III/207 pp                   |
| kpt. Edward Nowrat               | 3 IX –                  |                                      |

Oficerowie batalionu:

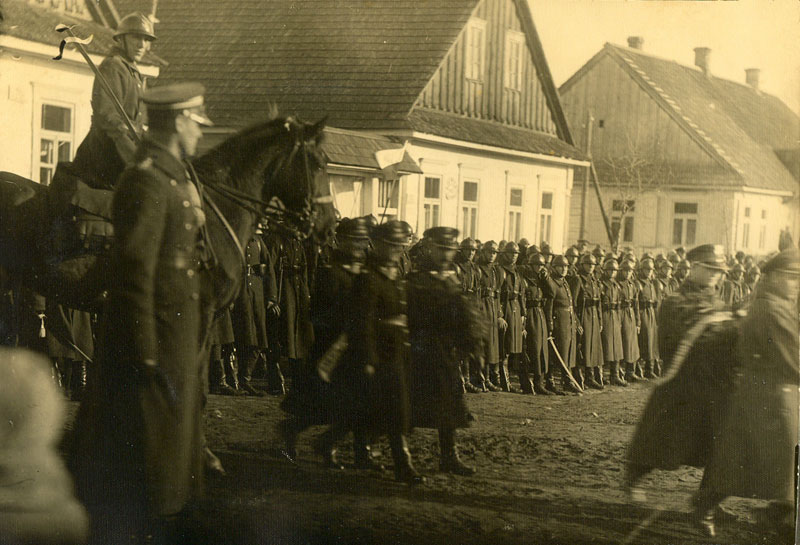
Składanie wieńców zapewne podczas święta państwowego. Na pierwszym planie ppłk Józef Giza.

- mjr Stanisław Brzeziński-Dunin (kwatermistrz baonu od 20 VI 1927, † 1940 Charków)
- kpt. lek. Adam Lewicki (lekarz baonu od I 1931 do II 1937, † 1940 Katyń)
- kpt. lek. Mieczysław Marian Podgórski (lekarz baonu od 17 I 1939, † 1940 Katyń)
- kpt. Aleksander Piwowarczyk (1924 – 1930 i 28 VIII – 17 IX 1939)
- kpt. Jan Połowińczak
- kpt. Wacław Szpilewski
- kpt. Antoni Berger (adiutant batalionu po III 1934)
- por. rez. Eugeniusz Mączka-Mączyński († 1940 Katyń)
- ppor. rez. Marian Maksymilian Szachowicz († 1940 Katyń)
- kpt. Józef Kojder († 1940 Katyń)

Podoficerowie:
- sierż. Antoni Kryska z dowództwa baonu
- sierż. Władysław Kula, dowódca Strażnicy „Rubieżeniewicze”
- sierż. Teodor Ogrodowski
- sierż. Szymon Rynkiewicz
- plut. Józef Teodor Chmiel
- plut. Tomasz Frydel
- plut. Józef Małecki z 2 kompanii „Raków”
- plut. Jan Skwarek (więzień Ostaszkowa)

Obsada personalna w kwietniu 1929 :
- dowódca batalionu – ppłk Józef Giza
- adiutant batalionu – kpt. Witold Trubicki
- kwatermistrz – kpt. Stanisław Brzeziński
- płatnik – por. Wacław Szklarski
- oficer materiałowy – kpt. Józef Rowiński
- oficer żywnościowy – por. Zygmunt Grzymała
- oficer wywiadowczy – por. Ireneusz Kulawik
- lekarz – por. Aleksander Piwowarczyk
- dowódca kompanii szkolnej – kpt. Felicjan Łappo
- dowódca plutonu łączności – por. Władysław Strycharski
- dowódca 1 kompanii granicznej – kpt. Stanisław Wierciński
- dowódca 2 kompanii granicznej – kpt. Stanisław Wolnowski
- dowódca 3 kompanii granicznej – kpt. Tadeusz Gubowski

Obsada personalna w październiku 1931 
- dowódca batalionu – mjr Aleksander Kulczyński
- adiutant batalionu – kpt. Władysław Jezierski
- kwatermistrz – kpt. Karol Zalewski
- oficer materiałowy – por. Józef Borak
- oficer żywnościowy – por. Mikołaj Właszczyk
- płatnik – por. Andrzej Krzaczkowski
- lekarz – por. Adam Lewicki
- dowódca plutonu łączności – por. Gabor Szalay
- dowódca kompanii odwodowej – kpt. Tadeusz Stawicki
- dowódca kompanii karabinów maszynowych – kpt. Apolinary Nowak
- dowódca 1 kompanii granicznej – kpt. Teodor Suchomski
- dowódca 2 kompanii granicznej – por. Władysław Monkosa
- dowódca 3 kompanii granicznej – kpt. Tadeusz Gubowski
- dowódca 4 kompanii granicznej – kpt. Jan I Szczepaniak

Obsada personalna batalionu w czerwcu 1939:
- dowódca batalionu – ppłk Bolesław Ksawery Maciej Gancarz
- adiutant batalionu – kpt. Aleksander Nowaczyński[h]
- dowódca 1 kompanii granicznej – por. Jan Karol Kociuba[i]
- dowódca 2 kompanii granicznej – kpt. Edward Hecht[j] († 1940 Twer)
- dowódca kompanii odwodowej – kpt. Leonard Niemirowicz-Szczytt († 1940 Katyń)
- dowódca kompanii karabinów maszynowych – kpt.	Stanisław Dzięciołowski[k]
- dowódca plutonu łączności – por. Walenty Jakub Kucharczyk[l]

Obsada personalna liniowego batalionu we wrześniu 1939
- dowódca batalionu – mjr Jan Styliński
- adiutant – por. Jan Kulwiec
- dowódca plutonu łączności – por. Walenty Jakub Kucharczyk
- oficer płatnik – por. adm. Franciszek Seliga
- dowódca 7 kompanii – por. Andrzej Filar
- dowódca I plutonu – ppor. rez. Jan Kolendo (ranny 09.1939)
- dowódca II plutonu – ppor. rez. Ścibor
- dowódca III plutonu – ppor. rez. Jabrzykowski (ranny 09.1939)
- dowódca 8 kompanii – kpt. Jan Karol Kociuba
- dowódca plutonu – ppor. rez. Rościsław Radoman
- dowódca 9 kompanii – kpt. Jan Zygmunt Kosiaty
- dowódca I plutonu – por. Karol Władysław Rawicz-Prószyński
- II plutonu – por. rez. Edmund Szymański (ranny 09.1939)
- dowódca 3 kompanii ckm – kpt. Stanisław Dzięciołowski (ranny 09.1939)
- dowódca I plutonu – ppor. rez. Bohdan Szczęsny Burzyński (ranny 09.1939)
- dowódca II plutonu – ppor. rez. Czesław Stanisław Barański
- dowódca III plutonu – ppor. rez. Józef Kuryło († 09.1939)
- dowódca IV plutonu – ppor. rez. Aleksander Sienkiewicz († 09.1939)

w batalionie służył też, bez ustalonego przydziału, ppor. rez. Jan Stanisław Chrobak

### Żołnierze batalionu – ofiary zbrodni katyńskiej
Biogramy zamordowanych znajdują się na stronie internetowej Muzeum Katyńskiego
| Nazwisko i imię            | stopień              | zawód             | miejsce pracy przed mobilizacją | zamordowany |
| -------------------------- | -------------------- | ----------------- | ------------------------------- | ----------- |
| Podgórski Mieczysław       | kapitan lekarz       | żołnierz zawodowy |                                 | Katyń       |
| Król Bronisław             | podporucznik rezerwy | nauczyciel        | Inspektorat Szkolny w Stołpcach | Katyń       |
| Niemirowicz-Szczyt Leonard | kapitan              | żołnierz zawodowy | dowódca kompanii odwodowej      | Katyń       |
| Szachowicz Marian          | podporucznik rezerwy | nauczyciel        | szkoła w Kuleszycach            | Katyń       |
| Ogrodowski Teodor          | plutonowy ?          | żołnierz zawodowy |                                 | BLK         |
| Ziewacz Piotr              | sierżant             |                   |                                 | BLK         |